# Куршембал
Куршембал (мар. Куршбал) — деревня в Волжском районе Республики Марий Эл. Входит в состав Сотнурского сельского поселения.

## География
Находится в южной части республики Марий Эл на расстоянии приблизительно 38 км по прямой к северо-востоку от районного центра города Волжск и в 1 км к юго-востоку от центра поселения, села Сотнур; отделена от него речкой Куршей.

## История
На плане Генерального межевания Царевококшайского уезда Казанской губернии деревня показана как часть села Никольское, Сотнур тож.
Известна с 1867 года как околоток Куршембал Сотнурской волости Царевококшайского уезда, где было 32 двора и 182 жителя (87 мужчин, 95 женщин). В 1887 году — 36 дворов. Жители держали 58 лошадей, 65 голов крупного и 196 голов мелкого рогатого скота, пользовались речной водой. По исследованиям И. С. Галкина и О. П. Воронцовой, название деревни Куршембал произошло от названия речки Курша, то есть переводится как «за рекой Курша». По переписи 1897 года — 277 человек, марийцы.
В 1919 году в деревне Куршембал той же волости — 45 дворов и 278 человек (123 мужчины, 155 женщин). В 1923 году деревня входила в состав Сотнурской волости Краснококшайского кантона, на 1 января 1925 года — в составе Сотнурского райсельсовета Звениговского кантона. В деревне проживало 235 марийцев.
В 1934 году была организована сельхозартель «VII съезд Советов»; в 1940 году в состав этого колхоза входило 44 двора и 213 человек (большинство составляли марийцы). Имелось 46 лошадей, 8 голов крупного рогатого скота, 28 овец и 20 голов птицы. Из сельскохозяйственных орудий имелись сеялка, лобогрейка, 30 конных плугов, зерновая сортировка, веялка и соломорезка, а также три телеги для перевозки грузов. Было три зернохранилища и крытый ток; работал кирпичный завод.
43 жителя деревни участвовали в Великой Отечественной войне, из них не вернулись с фронта 19 человек.
В 1950-х годах деревня входила в состав колхоза «Правда», до 1956 года была в составе Сотнурского сельсовета Сотнурского района, затем перешла в состав Сотнурского сельсовета Волжского района. В 1959 году в колхозе действовали механическая мельница, кирпичный завод и кузница. С 1960 года деревня входила в состав колхоза им. Карла Маркса (в 1963—1965 годах — им. XXII съезда партии).
По переписи 1970 года в деревне проживало 249 человек (111 мужчин, 138 женщин), преобладали марийцы. По переписи 1979 года — 199 человек (91 мужчина, 108 женщин), также преобладали марийцы. В 1980 году по данным текущего учёта в деревне проживало 185 жителей (85 мужчин и 100 женщин) в 54 хозяйствах. В деревне были одноэтажные в основном деревянные дома, во всех домах были телевизоры и радио, также пользовались электричеством, колодезной водой, телефоном. В личном пользовании жителей находились 39 велосипедов и 6 мотоциклов.
В 1992 году колхоз им. Карла Маркса был реорганизован в коллективно-долевое предприятие «Шайра кундем», с 2001 года — ПСХА «Шайра кундем».

## Население
| 2002 | 2010 | 2021 |
| ---- | ---- | ---- |
| 126  | ↘103 | ↘87  |

Согласно результатам переписи 2002 года в деревне проживало 126 человек (59 мужчин и 67 женщин), из них 94 % марийцев. По данным текущего учёта на 1 января 2003 года — 137 жителей (в основном пожилого возраста) в 50 дворах.
По переписи 2010 года — 103 человека (46 мужчин и 57 женщин). По переписи 2021 года в деревне проживало 87 человек — все марийцы. При этом 85 человек использовали русский язык и 80 человек — марийский язык. Наиболее распространённые фамилии — Микутовы, Окашевы, Пироговы.

## Инфраструктура
Жилая застройка представлена индивидуальными жилыми домами общей площадью 1,9 тыс. м² по состоянию на начало 2023 года. Деревня не газифицирована, однако действует водопровод из двух водозаборных скважин. На начало 2000-х годов трудоспособное население работало в ПСХА «Шайра кундем» и в учреждениях села Сотнур. Фермерских хозяйств не было.
Жители посещали церкви села Сотнур и деревни Петъял; в национальные праздники также ходили молиться в молельную рощу невдалеке от деревни.
Население имеет приусадебные участки до 40 соток, на начало 2003 года жители содержали 28 голов крупного рогатого скота, 7 свиней, 21 овцу, 2 козы, 1 лошадь и 140 голов птицы. Жители имели 1 грузовой и 6 легковых автомобилей, 2 трактора и 7 мотоциклов; в 22 домах имелись телефоны. В магазин и за медицинской помощью ходят в село Сотнур; там же находится остановка, от которой можно добраться на автобусе до Волжска и Йошкар-Олы.

## Известные уроженцы
- Тыныш Осып (Иосиф Алексеевич Борисов) — писатель, поэт. Его именем названа одна из улиц деревни.